# Prothemenops
Genre
Prothemenops est un genre d'araignées mygalomorphes de la famille des Idiopidae.

## Distribution
Les espèces de ce genre sont endémiques de Thaïlande.

## Liste des espèces
Selon World Spider Catalog (version 15.5, 2/01/2015) :
- Prothemenops siamensis Schwendinger, 1991
- Prothemenops irineae Schwendinger & Hongpadharakiree, 2014
- Prothemenops khirikhan Schwendinger & Hongpadharakiree, 2014
- Prothemenops phanthurat Schwendinger & Hongpadharakiree, 2014

## Publication originale
- Schwendinger, 1991 : Two new trap-door spiders from Thailand (Araneae, Mygalomorphae, Idiopidae). Bulletin of the British Arachnological Society, vol. 8, no 8, p. 233-240.